# Bob Lutz
Bob Lutz, właśc. Robert Lutz (ur. 29 sierpnia 1947 w Lancaster) – amerykański tenisista, zwycięzca 5 turniejów wielkoszlemowych w grze podwójnej, zdobywca Pucharu Davisa.

## Kariera tenisowa
Bob Lutz jest zwycięzcą 5 turniejów zaliczanych do Wielkiego Szlema oraz 5 razy uczestniczył w finałach tych imprez w konkurencji gry podwójnej. Wyniki te osiągnął wspólnie ze Stanem Smithem, z którym tworzył jedną z lepszych par w dyscyplinie.
W latach 1968–1970, 1975, 1977–1979, 1981 reprezentował Stany Zjednoczone w Pucharze Davisa, zdobywając z zespołem narodowym pięciokrotnie to trofeum (lata 1968–1970, 1978–1979). Zagrał w 1 zwycięskim meczu singlowym oraz w 16 pojedynkach deblowych, z których w 14 triumfował.
Po wprowadzeniu komputerowego rankingu najwyżej Lutz najwyżej był na 15. miejscu (12 kwietnia 1976), a w klasyfikacji gry podwójnej na 6. pozycji (30 sierpnia 1977). Między 1967 a 1977 ośmiokrotnie klasyfikowany był w czołowej dziesiątce najlepszych tenisistów amerykańskich.
W lipcu 2009 został nominowany do wpisania do Międzynarodowej Tenisowej Galerii Sławy.

### Finały w turniejach wielkoszlemowych

#### Gra podwójna (5–5)
| Końcowy wynik | Nr | Data | Turniej                    | Nawierzchnia | Partner    | Przeciwnicy                    | Wynik finału            |
| ------------- | -- | ---- | -------------------------- | ------------ | ---------- | ------------------------------ | ----------------------- |
| Zwycięzca     | 1. | 1968 | US Open, Forest Hills      | Trawiasta    | Stan Smith | Arthur Ashe Andrés Gimeno      | 11:9, 6:1, 7:5          |
| Zwycięzca     | 2. | 1970 | Australian Open, Melbourne | Trawiasta    | Stan Smith | John Alexander Phil Dent       | 6:3, 8:6, 6:3           |
| Finalista     | 1. | 1974 | French Open, Paryż         | Ceglana      | Stan Smith | Dick Crealy Onny Parun         | 3:6, 2:6, 6:3, 7:5, 1:6 |
| Finalista     | 2. | 1974 | Wimbledon, Londyn          | Trawiasta    | Stan Smith | John Newcombe Tony Roche       | 6:8, 4:6, 4:6           |
| Zwycięzca     | 3. | 1974 | US Open, Forest Hills      | Trawiasta    | Stan Smith | Patricio Cornejo Jaime Fillol  | 6:3, 6:3                |
| Zwycięzca     | 4. | 1978 | US Open, Nowy Jork         | Twarda       | Stan Smith | Marty Riessen Sherwood Stewart | 1:6, 7:5, 6:3           |
| Finalista     | 3. | 1979 | US Open, Nowy Jork         | Twarda       | Stan Smith | Peter Fleming John McEnroe     | 2:6, 4:6                |
| Finalista     | 4. | 1980 | Wimbledon, Londyn          | Trawiasta    | Stan Smith | Peter McNamara Paul McNamee    | 6:7, 3:6, 7:6, 4:6      |
| Zwycięzca     | 5. | 1980 | US Open, Nowy Jork         | Twarda       | Stan Smith | Peter Fleming John McEnroe     | 7:6, 3:6, 6:1, 3:6, 6:3 |
| Finalista     | 5. | 1981 | Wimbledon, Londyn          | Trawiasta    | Stan Smith | Peter Fleming John McEnroe     | 4:6, 4:6, 4:6           |